# متروسدرس باسق
متروسدرس متعالي أو البوتوكوا (الاسم العلمي: Metrosideros excelsa) (بالإنجليزية: Pōhutukawa)‏ هو نوع من النباتات يتبع جنس المتروسدرس من فصيلة الآسيّة.